# Centralhotellet, Gävle

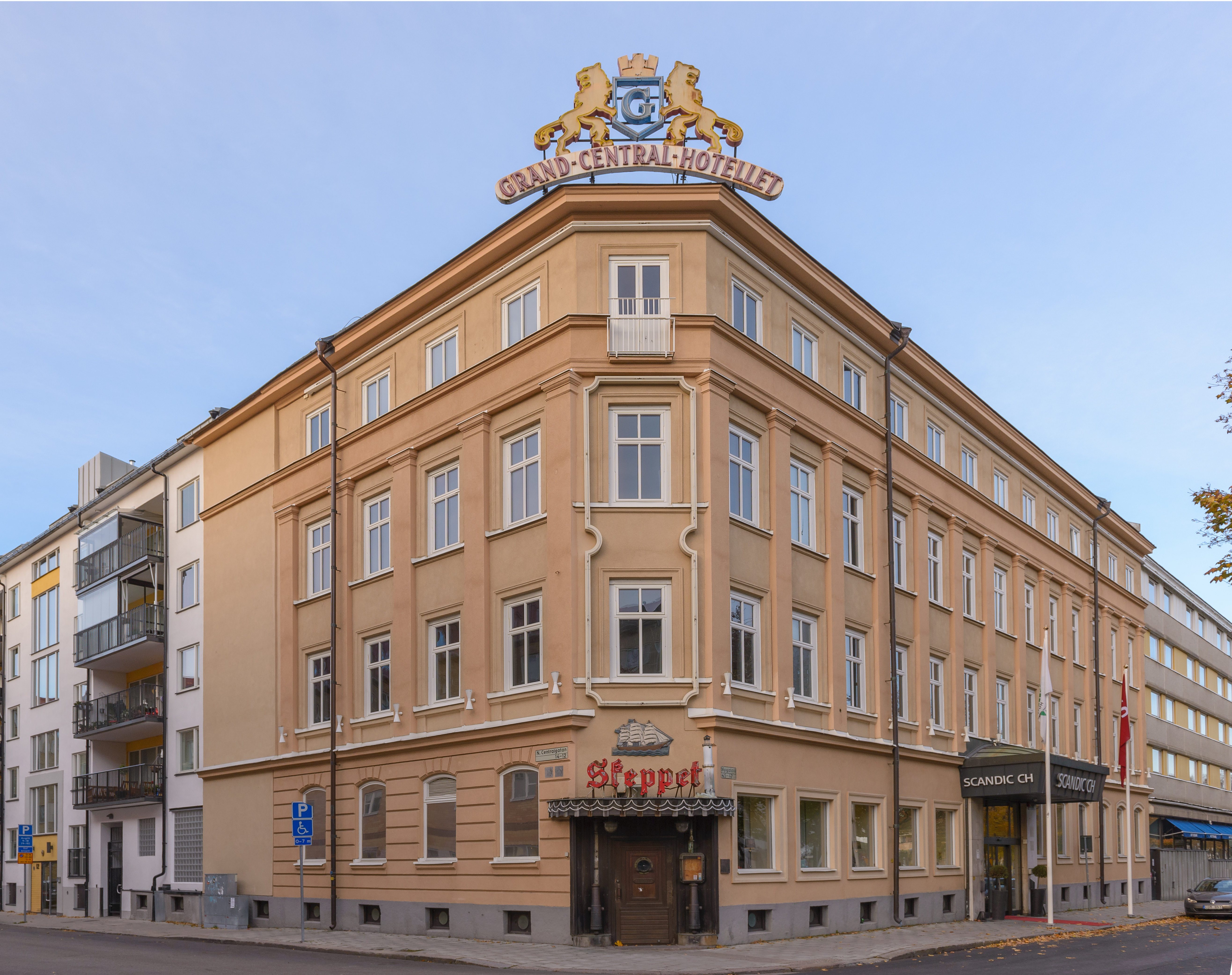
Centralhotellet i oktober 2013.

Centralhotellet (CH), är ett hotell i Gävle byggt år 1876. Stora delar av hotellet förstördes i en brand den 17 maj 2005 och hotellet återöppnade den 13 maj 2006. CH ägs av Scandic och drivs under namnet Scandic CH. Tidigare namn har varit Prins Oscar, Centralhotellet och Grand Central Hotel. Hotellet har cirka 190 rum.

## Historia

### Starten
Centralhotellet byggdes år 1875-1876 som ett led i stadens omdaning efter stadsbranden 1869. Huvudfasaden låg då mot Norra Centralgatan och hotellet hette Prins Oscar (efter prinsen som sedermera blev kung Oscar II). Ägare var Axel Bergström på Stadshotellet. När hotellet byggts ut med en fasad mot Nygatan döptes det om till Centralhotellet och genomgick under åren till 1919 ett flertal ägarbyten, då det köptes av Oscar Zedrén. Under tiden hade hotellet byggts ut på norra sidan, mot Ruddammsgatan, med restaurang, kafé och trädgård.

### Familjen Zedrén tar över
Oscar Zedrén köpte 1924 Grand Hotel, som 1941 lades ned. Centralhotellet bytte då namn till Grand Central Hotell, ett namn som sedan stått sig. Till Gävleutställningen 1946 öppnade restaurang Skeppet i en källarlokal som tidigare var hotellets tvättstuga.
Nattklubbsepoken på CH inleddes på 1960-talet, då nattklubben Darling öppnade i restaurangen. Under 1970-talet hette nattklubben Trägår'n och bytte på 1990-talet namn till CH. I början av 1990-talet hade nattklubben något av "töntstämpel", förutom på somrarna då CH:s sommardisco arrangerades. Under slutet av 1990-talet och början av 2000-talet profilerades nattklubben om och blev snabbt det populäraste innestället bland Gävles ungdomar, med timslånga köer och åtråvärda VIP-pass.
Branden i maj 2005 var inte den första branden hotellet drabbats av; juldagen 1968 utbröt en mindre brand på hotellet, dock utan större skador.
Under 1970-talet byggdes hotellet ut mot Stora Esplanadgatan med hotellrum och moderna konferenslokaler.
1982 sålde familjen Zedrén hotellet till Reso, som 1997 sålde till Provobis, vilket år 2000 gick upp i Scandic. Familjen Zedrén driver alltjämt Hotell Gillet i Uppsala.

### Branden i maj 2005
Natten mellan den 15 och 16 maj 2005 utbröt en mindre brand inne i restaurangen, som dock slocknade av sig själv. Den tekniska undersökningen visade att brandfarliga vätskor hade spritts på flera ställen i lokalen. Natten därpå, mot den 17 maj, upprepades attentatet. Denna gång blev brandutvecklingen häftig och spred sig snabbt till resten av hotellet. Räddningstjänster från Gävleborgs, Dalarnas och Uppsala län sattes i det omfattande släckningsarbetet, men av restaurangen och hotellets äldre del gick endast fasaderna att rädda. Den nyare delen klarade sig med rökskador. Alla hotellgäster kunde emellertid evakueras och utöver några brandmän och en polis med rökskador kom ingen till skada.
Bostadsrättsföreningen i kvarteret klarade sig med smärre rökskador.

### Polisutredning
Eftersom restaurangen strax före branden tagits över av nya ägare uppstod snabbt spekulationer om att det skulle röra sig om organiserad brottslighet som velat statuera exempel eller hämnas för att ägarna nekat s.k. beskyddarverksamhet, vilket både ägare och polis snabbt tillbakavisade. Polisutredningen, den största i Gävles historia, har dock inte några konkreta spår efter attentatsmännen.
Den 25 februari 2009 brann Quality Hotel Statt i Eskilstuna ned i vad som antogs vara en anlagd brand och en 37-årig man greps dagen efter branden, misstänkt för att ha anlagt den. Eftersom nattklubben på Statt i Eskilstuna drevs av samma person som drev nattklubben på CH i Gävle beslöt polisen att utreda om det finns något samband mellan bränderna.
Den 15 augusti 2009 häktades en 29-årig man från Uppsala, på sannolika skäl misstänkt för grov mordbrand, vid Gävle tingsrätt. Häktningen skedde bakom stängda dörrar och några uppgifter om motiv eller bevisning var inte kända. 29-åringen förnekar brott. Enligt spaningsledningen byggde gripandet av mannen, som skedde tisdagen den 11 augusti, på vittnesuppgifter och teknisk bevisning. Mannen är tidigare dömd för bland annat misshandel och narkotikabrott.

## Återuppbyggnad

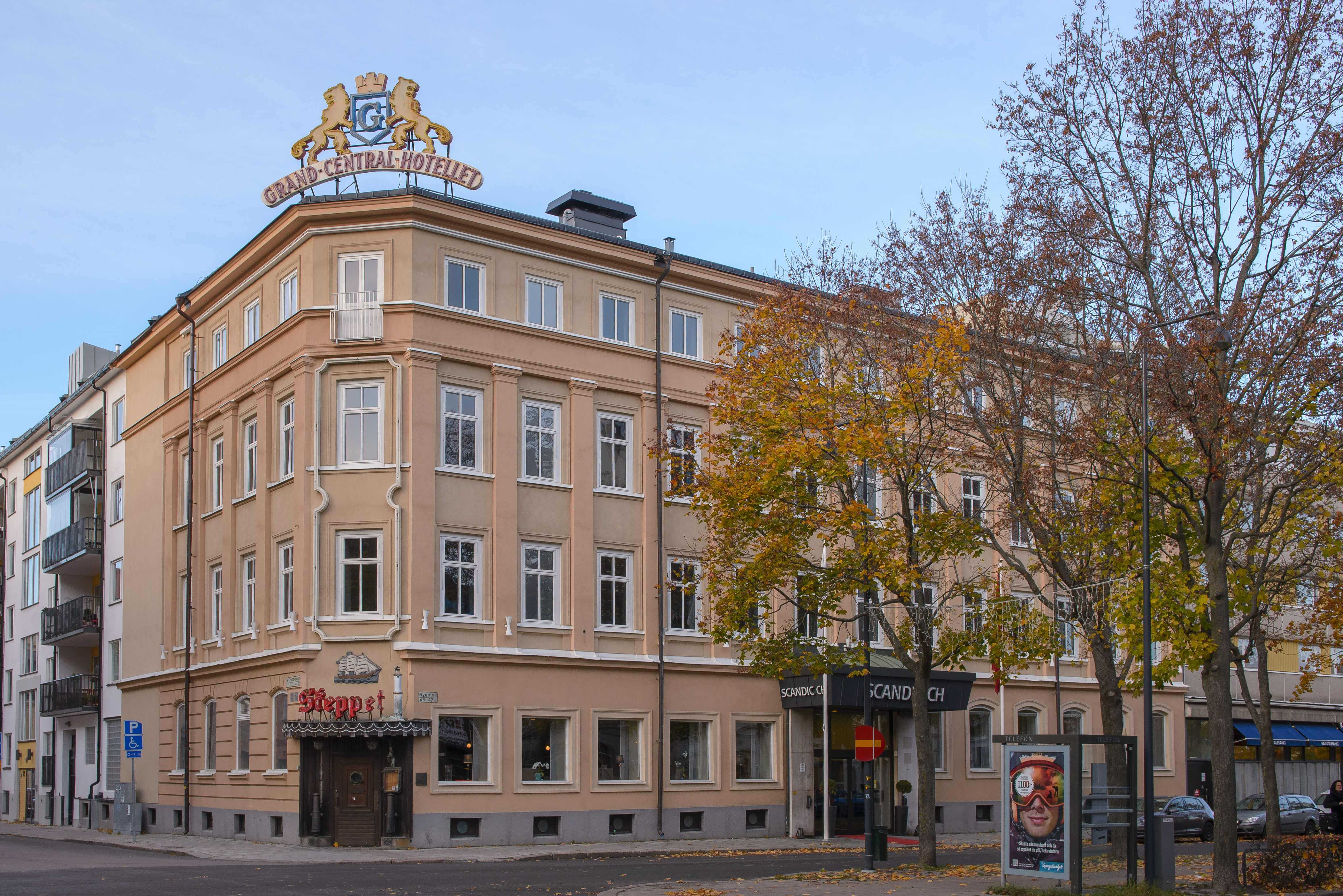
Den återuppbyggda delen mot Nygatan.

Efter branden beslöt Scandic, fastighetsägaren Hotellfastigheter i Gävle HB och försäkringsbolagen snabbt att låta bygga upp hotellet och behålla så mycket som möjligt av den gamla fasaden. Den rökskadade delen, byggd på 1970-talet, återinvigdes i maj 2006 efter ett års renovering. I samband med återinvigningen ändrades hotellets namn till Scandic CH. Hotellets äldsta del, mot Norra Centralgatan, bedömdes omöjlig att rädda och revs tillsammans med resterna av restaurangen. I samband med rivningen återfanns tre av restaurangens fyra sköldpaddor vid liv efter femton månader i källaren; den fjärde hade sannolikt ätits upp av sina kamrater.
Hotelldelen mot Nygatan och i hörnet mot Norra Centralgatan kunde renoveras och återinvigdes i januari 2007. Före återuppbyggnaden hade CH 220 rum men i och med rivningarna av den äldsta delen har antalet rum minskat till ca 190. Detaljplanen medger dock att en liten utbyggnad av hotellets 1970-talsdel görs på innergården.
Den del av kvarteret som återstår efter att hotellets äldsta del och restaurangen rivits kommer att bebyggas med ett bostadshus med 60 lägenheter. Detaljplanen godkändes i slutet november 2006 och i april 2007 tilldelades HSB byggrätten av fastighetsägaren.

## Restaurang Skeppet
Restaurang Skeppet, med ingång från hörnet mellan Nygatan och Norra Centralgatan, var en av Gävles mest kända restauranger och klarade branden med endast rök- och vattenskador. Köket totalförstördes emellertid och låg i den del av hotellet som revs. Osäkerheten om vem som skulle bekosta ett nytt kök gjorde att lokalen länge stod tom efter branden.
Efter att lokalen stått tom i 15 år började restaurangverksamhet åter bedrivas där våren 2020. Den då begynnande Covid-19-pandemin satte dock käppar i hjulet för nysatsningen. Två efterföljande verksamheter startade under andra namn.